# 강기희
강기희(姜起熙, 1964년 3월 7일~2023년 8월 1일)는 대한민국의 소설가이다.

## 생애
1964년 정선에서 태어났으며 강원대 무역학과를 졸업했다. 이후 1998년 월간 ‘문학21’에서 신인상으로 등단한 뒤, 2000년 장편소설 ‘도둑고양이’로 제1회 디지털문학대상 수상하며 문단의 주목을 받았다. 장편 ‘아담과 아담 이브와 이브’, ‘동강에는 쉬리가 있다’, ‘은옥이’, ‘이번 청춘은 망했다’ 등의 장편 소설과 소설집 ‘양아치가 죽었다’ 등을 집필했다. 그리고 그는 도시에서 작품 활동을 하다 가 2006년 정선으로 귀향했으며 2017년부터 정선 덕산기 계곡에서 숲속책방을 운영해 왔다. 이후 문인계 활동과 집필 활동을 진행하면서 2021년 10월 폐암 말기 판정을 받은 후에도 이곳에서 작품 활동에 매진했다. 그렇게 2023년 7월에는 고향의 구석구석을 안내하는 인문 여행서 ‘정선’을 출간하는 등 지역 문화 창달에도 힘을 보태기도 하였다.
2023년 8월 1일 새벽 2시 폐암으로 사망했다.